# Emergency Locking Retractor
Emergency Locking Retractor - napinacze pasów bezpieczeństwa.
Pasy bezpieczeństwa ELR z napinaczami wstępnymi, wspomagane ogranicznikiem naprężenia, stanowią wyposażenie standardowe na przednich fotelach kierowcy i pasażera w samochodach Toyoty.